# Dunc Gray
Edgar Lawrence Gray, přezdívaný Dunc Gray (17. července 1906 – 30. srpna 1996) byl australský cyklista, olympijský vítěz ze závodu na 1 km s pevným startem na Letních olympijských hrách 1932 v Los Angeles.
V roce 1928 na olympijských hrách v Amsterodamu získal pro Austrálii první historickou olympijskou medaili z cyklistiky, když byl v závodě na kilometr s pevným startem třetí. O čtyři roky později v Los Angeles v této disciplíně zvítězil. Při své další olympijské účasti v Berlíně v roce 1936 byl vlajkonošem australské výpravy na slavnostním zahájení.
Získal také zlaté medaile na Hrách Britského impéria v letech 1934 a 1938, předchůdci dnešních Her Britského společenství. Byl dvacetinásobným mistrem Austrálie.
Na konci svého života se zapojil do olympijského hnutí a aktivně podporoval neúspěšnou kandidaturu Melbourne na uspořádání Letních olympijských her 1996 a úspěšnou kandidaturu Sydney na Hry o čtyři roky později. Olympijský velodrom v Sydney nese jeho jméno a je v něm vystaven jeho vítězný bicykl z roku 1932.